# نیروهای مسلح تایوان
نیروهای مسلح جمهوری چین (انگلیسی: Republic of China Armed Forces) نیروی نظامی جمهوری چین یا تایوان از ۱۶ ژوئن ۱۹۲۴ تا ۲۵ دسامبر ۱۹۴۷ بود.